# National Museums Scotland
National Museums Scotland (NMS; skotsk gælisk: Taigh-tasgaidh Nàiseanta na h-Alba) er en executive non-departmental public body i Skotlands regering, der driver Skotlands nationalmuseer.
NMS er en af landets National Collections, og har internationalt vigtige samlinger inden for naturvidensab, kunst, verdenskultur, naturvidenskab og teknologi, samt skotsk historie og arkæologi.

## Liste over museer
- National Museum of Scotland, består af to forbundne museer på Chambers Street, i Old Town i Edinburg:
  - Museum of Scotland - udstiller genstande medforindelse til Skotlands historie og befolkning
  - Royal Museum - et generelt museum, der udstiller geologi, arkæologi, naturhistorie, naturvidenskab, teknologi og kunst
- National Museum of Flight, ved East Fortune, East Lothian
- National Museum of Rural Life, ved Wester Kittochside farm, i South Lanarkshire (tidliger kendt som Museum of Scottish Country Life og Scottish Agricultural Museum)
- National War Museum på Edinburgh Castle